# Sarah Bernhardt
Rosine Bernardt, conocida artísticamente como Sarah Bernhardt (París, 23 de octubre de 1844-París, 26 de marzo de 1923), fue una actriz francesa de teatro y cine, una de las más famosas y aclamadas a finales del siglo XIX y principios del XX. Trabajó en obras como La dama de las camelias, de Alejandro Dumas, hijo; Ruy Blas, de Victor Hugo; Fédora y La Tosca, de Victorien Sardou, y L'Aiglon, de Edmond Rostand. También interpretó papeles masculinos, incluido el del príncipe Hamlet en la obra homónima de Shakespeare. Rostand la llamó «la reina de la pose y la princesa del gesto», mientras que Hugo elogió su «voz dorada». Realizó varias giras teatrales por todo el mundo y fue una de las primeras actrices destacadas en realizar grabaciones de sonido y actuar en películas.
También está relacionada con el éxito del artista Alphonse Mucha, a quien le dio en 1894 su primer encargo de un afiche en París, con el cual ganó notoriedad y luego lo convirtió en uno de los artistas más cotizados de esta época por su estilo art nouveau.

## Infancia y estudios
Sarah Bernhardt nació el 23 de octubre de 1844 en el número 5 de la calle de l'École-de-Médecine en París. Su nombre real era Rosine Bernardt. Su madre era una mujer de religión judía de origen neerlandés llamada Judith-Julie Bernardt (1821-1876), alias Youle. Se ganaba la vida como cortesana junto con su hermana Rosine. Julie tuvo varias hijas más. En abril de 1843 tuvo dos niñas gemelas que fallecieron a las dos semanas. Tras Sarah, tuvo a Jeanne (fecha de nacimiento desconocida) y a Régine en 1855, que murió de tuberculosis en 1873. Todas fueron hijas de padres distintos y desconocidos. Sarah Bernhardt nunca supo quién era su padre biológico, aunque se cree que era el duque de Morny, medio hermano de Napoleón III.
Sarah pasó los primeros cuatro años de su vida en Bretaña al cuidado de un ama de cría. La primera lengua que Sarah aprendió fue el bretón y por esta razón, al iniciar su carrera teatral, adoptó la forma bretona de su apellido, «Bernhardt». En esta época sufrió un accidente que muchos años después le acarrearía graves problemas de salud. Cayó de una ventana y se rompió la rodilla derecha. Aunque sanó sin problemas, la rodilla le quedó delicada para siempre y en 1914, a causa de una dolorosa inflamación de esa misma rodilla, tuvieron que amputarle la pierna derecha. Tras el accidente, su madre la llevó consigo a París, donde permaneció dos años. A punto de cumplir siete años ingresó en la Institución Fressard, un internado para señoritas próximo a Auteuil. Permaneció allí dos años. En 1853 entró en el colegio conventual Grandchamp, cercano a Versalles. En este colegio participó en su primera obra teatral, Tobías recupera la vista, escrita por una de las monjas. También aquí fue bautizada e hizo la primera comunión. El ambiente místico del colegio le hizo plantearse el hacerse monja.

## Carrera

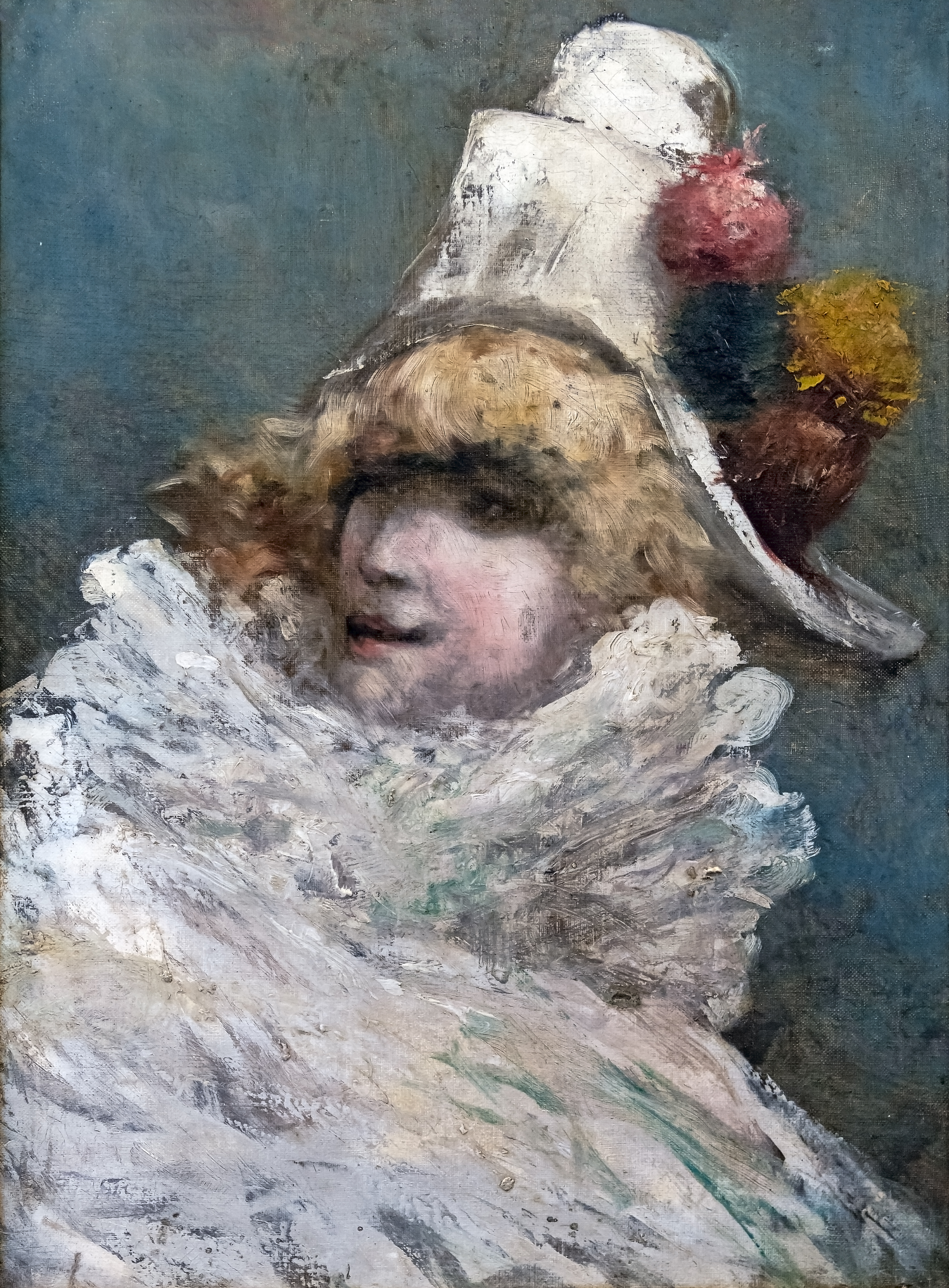
Autorretrato, c. 1910 (Fundación Bemberg, Toulouse.)

Tras abandonar Grandchamp a los 15 años, su madre trató de introducirla en el mundo galante para que se ganara la vida como cortesana, pero Sarah, influida por su educación conventual, se negó repetidamente a ello. Julie Bernard tenía un salón en su piso parisiense donde se reunían sus clientes. Entre ellos estaba el medio hermano de Napoleón III, el duque de Morny, quien aconsejó que Sarah se inscribiera en el Conservatorio de música y declamación. Gracias a los contactos del duque, Sarah entró sin dificultad en 1859. En 1861 ganó un segundo premio en tragedia y una mención honorífica en comedia. 
Finalizados sus estudios en el Conservatorio, entró, de nuevo gracias a los influyentes contactos de Morny, en la Comédie-Française. Debutó el 11 de agosto de 1862 con la obra Iphigénie, de Jean Racine. Su fuerte carácter le atrajo problemas con sus compañeros, lo que provocó que abandonara la Comédie por primera vez en 1863. Tres semanas más tarde fue contratada por el Teatro Gymnase, donde hizo siete pequeños papeles en distintas obras. Actuó por última vez el 7 de abril de 1864 con la obra Un mari qui lance sa femme. 
Ese mismo año conoció a uno de los grandes amores de su vida, Charles-Joseph Lamoral, príncipe de Ligne. Inició una apasionada relación con él, hasta que quedó embarazada y el príncipe la abandonó. El 22 de diciembre de 1864 dio a luz a su único hijo, Maurice Bernhardt. Sin oficio y habiendo fracasado momentáneamente en el mundo del teatro, siguió los pasos de su madre, convirtiéndose en prostituta de lujo. Sarah no abandonó su actividad como cortesana hasta que su carrera teatral se hubo afianzado con éxito y pudo mantenerse solo con el trabajo que le reportaba el teatro.
Tres años más tarde, en 1867 debutó en el Teatro del Odéon con Las mujeres sabias (Les femmes savantes) de Molière. Ahí empezó su verdadera carrera profesional. Participó en muchos montajes teatrales, alternando la vida teatral con la vida galante. La fama le llegó repentinamente en 1869 con Le Passant, de François Coppée, una obra en verso de un solo acto. Sarah, además, hizo por primera vez en esta obra un papel masculino, el del trovador Zanetto. Hizo papeles de hombre en varias obras más (Lorenzaccio, Hamlet y L'Aiglon).
En 1870, durante la guerra franco-prusiana, habilitó el Odeón como hospital para convalecientes, donde cuidó con dedicación a los heridos de guerra. En 1871 el improvisado hospital tuvo que ser cerrado por problemas de salubridad.

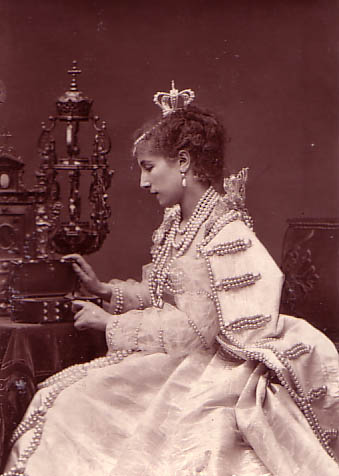
Sarah Bernhardt en el papel de la reina consorte de España de origen alemán Mariana de Neoburgo en Ruy Blas de Victor Hugo. Foto anónima, año 1879.

Tras la derrota francesa y la caída de Napoleón III, muchos intelectuales, exiliados por estar en contra del emperador, pudieron regresar a Francia, entre ellos Victor Hugo. El regreso de Hugo fue trascendental en la vida de Bernhardt, ya que el escritor la eligió para protagonizar el reestreno de su obra Ruy Blas. Bernhardt además protagonizó otra obra de Hugo, Hernani. Ruy Blas la encumbró a cotas de éxito inimaginables. Regresó a la Comédie-Française como una gran estrella y allí afianzó su repertorio y sus múltiples registros como actriz.
El estilo de actuación de Bernhardt se basaba en la naturalidad. Detestaba profundamente las viejas normas del teatro francés, donde los actores declamaban histriónicamente y hacían gestos exagerados. Rompió con todo lo establecido, profundizando en la psicología de los personajes. Estudiaba cada gesto y cada entonación del texto que debía decir, buscando la perfección natural sin que se notara ningún tipo de artificio. Destaca en su arte que cuando representó a grandes heroínas de tragedia o reinas, huyó de la sobreactuación y de la afectación. Son famosas sus escenas de muerte, en las que en vez de, según sus propias palabras, «ofrecer toda una retahíla de patologías» tales como estertores, toses, gemidos agónicos, profundizaba en el acto de morir desde el punto de vista psicológico y sentimental.

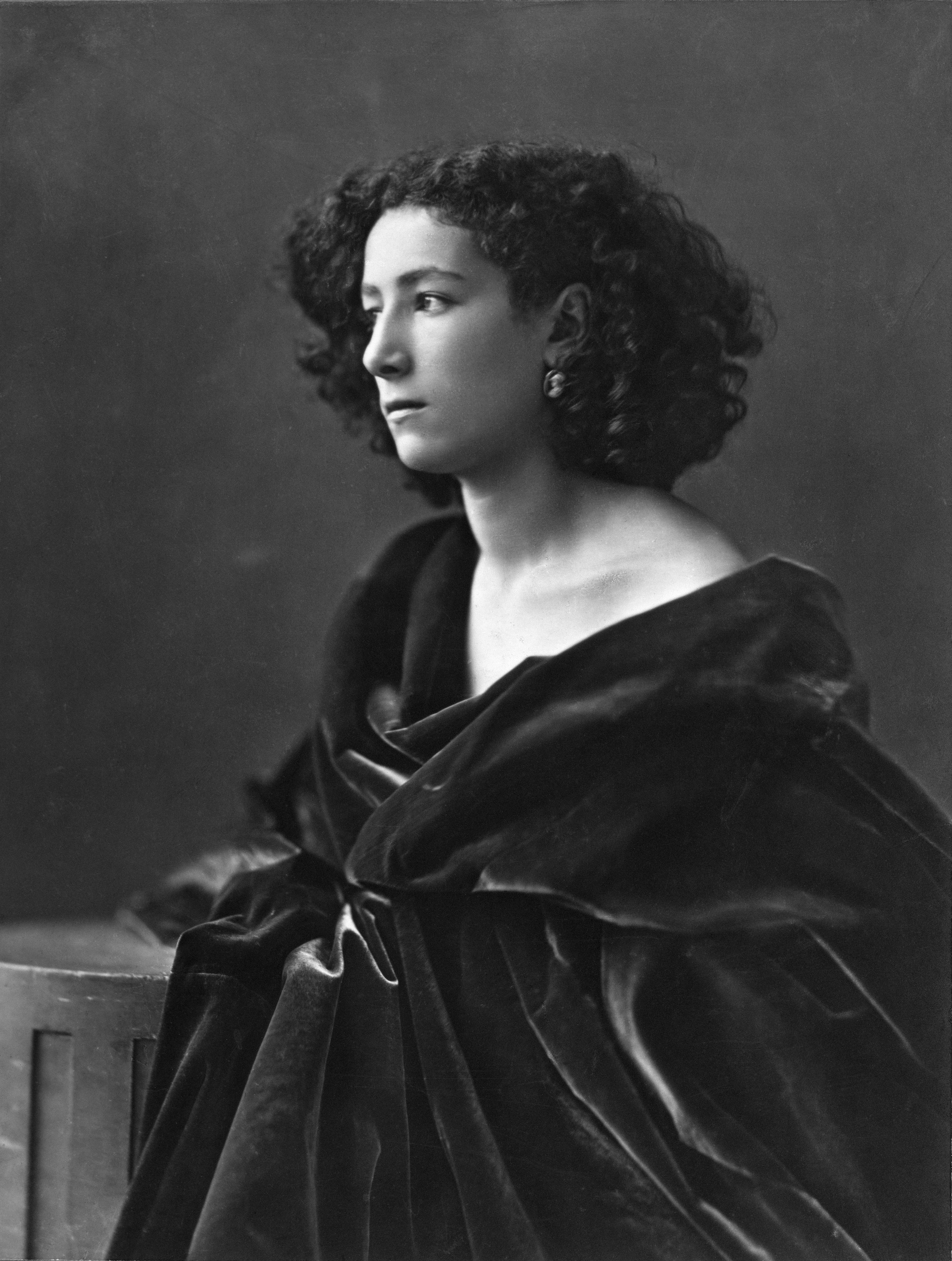
Sarah Bernhardt, por Nadar, hacia 1864.

Aparte de su profesión de actriz, se interesó por la escultura y la pintura. Llegó a exponer varias veces en el Salón de París entre los años 1874 y 1896 y recibió premios y menciones honoríficas en ambas disciplinas. Escribió también tres libros: su autobiografía titulada Ma double vie, Petite Idole y L´art du Théâtre: la voix, la geste, la pronontiation.
Bernhardt se especializó en representar las obras en verso de Jean Racine, tales como Iphigénie, Phèdre o Andromaque. Destacó especialmente, entre muchas otras, en La Dame aux camélias, de Dumas hijo, Théodora, de Sardou, L'Aiglon, de Edmond Rostand, Izéïl, de Silvestre y Morand, Macbeth, de Shakespeare y Jeanne D'Arc, de Jules Barbier.
En 1879 realizó su primera salida de Francia, concretamente a Inglaterra, donde estuvo seis semanas haciendo dos representaciones diarias y obtuvo un éxito rotundo. Al llegar al país fue recibida espectacularmente, lo que indica que su fama había cruzado las fronteras de Francia. En esta primera visita conoció a un joven escritor llamado Oscar Wilde. Años más tarde, en 1893, Bernhardt aceptaría representar su obra Salomé. Ese mismo año, Sarah fue ascendida a Socia Plena de la Comédie-Française. Los Socios Plenos son la jerarquía más alta de esta institución.
Tras su espectacular éxito en Inglaterra decidió hacer su primera gira americana. Partió a los Estados Unidos el 15 de octubre de 1880. El éxito fue total. Bernhardt haría repetidas giras por los Estados Unidos (sus famosas «giras de despedida»). También visitó México, según dio cuenta en una crónica Manuel Gutiérrez Nájera y América del Sur (actuó en Brasil, Perú, Cuba, Argentina y Chile). Viajaba en tren y en barco y llegó a cruzar el cabo de Hornos. En Estados Unidos su éxito era tal que le habilitaron un tren con siete vagones de lujo llamado Sarah Bernhardt Special, que era de uso exclusivo de la actriz. Sus giras la llevaron a Australia y visitó las islas Hawái y las islas Sandwich. Actuó en Egipto, Turquía, Moscú, Berlín, Bucarest, Roma y Atenas. En su periplo, actuó no solo en grandes teatros, sino también en teatros de ínfima categoría. 
Bernhardt tuvo una agitada vida sentimental, en la que destacan nombres como Louise Abbèma, Gustave Doré, Victor Hugo, Jean Mounet-Sully, Jean Richepin, Philippe Garnier, Gabriele D'Annunzio y Eduardo, Príncipe de Gales, entre otros. Se casó una sola vez, con un oficial griego llamado Jacques Aristidis Damala, hijo de un rico armador —nacido en El Pireo en 1842— era adicto a la morfina. Bernhardt se casó con él el 4 de abril de 1882 y fue un matrimonio tempestuoso. Sarah intentó convertir en actor a Damala, pero fracasó. La actriz le impartió clases de actuación y le dio el papel de Armand Duval en La dama de las camelias. Se eran infieles mutuamente y un día Damala, abrumado por el éxito de su mujer, por las constantes burlas de los actores de la compañía de Bernhardt y la mala relación con Maurice Bernhardt, se alistó en la Legión y fue destinado a Argelia. Meses más tarde regresó con Sarah. Las separaciones y reconciliaciones fueron continuas hasta que Sarah decidió irse de gira por todo el continente americano en 1887 y Damala ya no la acompañó. Fue la separación definitiva. Permanecieron casados hasta la muerte de Damala por los efectos secundarios del abuso continuado de morfina, en 1889, a la edad de 42 años. Bernhardt lo enterró en Atenas y adornó la tumba con un busto tallado por ella misma.
Sarah Bernhardt fue también la primera actriz empresaria del mundo del espectáculo. A raíz de una relación muy tensa con el director de la Comédie-Française, Perrin, Bernhardt rompió su contrato y dimitió como Socia Plena el 18 de marzo de 1880. La Comédie pleiteó contra ella y le ganó el juicio. Sarah Bernhardt tuvo que renunciar a su pensión de 43 000 francos que habría tenido si hubiese permanecido un mínimo de veinte años en la Comédie y, además, fue condenada a pagar 100 000 francos de multa, que nunca pagó. Tras su esplendorosa primera gira americana, que le había hecho ganar una gran fortuna, Bernhardt arrendó el teatro Porte-Saint-Martin en 1883. En este teatro produjo y actuó en obras como Frou-Frou y La Dame aux camélias, entre otras. Durante sus giras, el teatro permanecía abierto y se estrenaban obras continuamente con distinto éxito comercial. Bernhardt no dudaba en apoyar el teatro de vanguardia, así que, además del repertorio clásico, en el Porte-Saint-Martin se estrenaban obras de nuevos autores que rompían con el teatro tradicional. Tras unos años, Bernhardt arrendó el Théatre de la Renaissance, donde representó muchas obras de éxito. En 1899 alquiló por veinticinco años el enorme Theâtre des Nations, único teatro donde actuaría en Francia durante los últimos veinticuatro años de su vida.
Su vida familiar no fue sencilla. Tuvo una relación tensa y distante con su madre. Su progenitora nunca fue una madre cariñosa e interesada, y esto hizo que Sarah siempre buscase su aprobación y su cariño. Julie Bernard sentía predilección tan solo por su hija Jeanne y descuidó totalmente la educación de su hija menor, Régine. Sarah Bernhardt sentía predilección por su hermana pequeña Régine, y cuando logró ser independiente, se la llevó a vivir consigo para alejarla de la madre y de las intenciones de esta de convertirla también en cortesana. Lamentablemente, a causa del abandono afectivo que sufrió y del ambiente del piso de su madre, Régine se prostituyó a los trece años. Falleció a los dieciocho, en 1873, de tuberculosis. Su otra hermana, Jeanne, también fue cortesana durante una época y siempre que tenía necesidad de dinero. Para apartarla de esa vida, Bernhardt se la llevó consigo, incluso en varias de sus giras por Estados Unidos y Europa. Jeanne era una actriz mediocre, pero hacía pequeños papeles y vivía una vida de lujo junto a su hermana. Se sabe que sufrió crisis de neurosis a causa de su adicción a la morfina y que estuvo ingresada en el hospital de La Pitié-Salpetrière en París, al cuidado del doctor Jean-Martin Charcot. El hijo de Sarah, Maurice, siempre estuvo muy unido a su madre. Vivió siempre a su sombra, malgastando auténticas fortunas en el juego, en viajes y en una vida regalada.

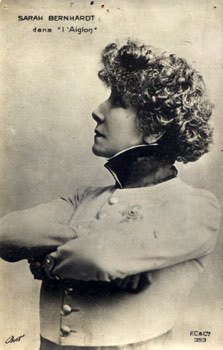
Bernhardt como Napoleón II en L'Aiglon.

El siglo XX empezó con un gran éxito, L'Aiglon, de Edmond Rostand. La obra fue estrenada el 15 de marzo de 1900 y obtuvo un éxito sin precedentes. Sarah hizo 250 representaciones de L'Aiglon y tras esto hizo otra gira por Estados Unidos para representarla. En Nueva York representó la obra en el Metropolitan Opera House y cosechó un enorme éxito. Probó suerte también con el recién nacido cine. En 1900 filmó Le Duel d'Hamlet, haciendo ella de Hamlet. En 1906 rodó La Dame aux camélias, con Lou Tellegen, su amante de aquel momento, haciendo de Armand Duval. Bernhardt, cuando la vio, se horrorizó y mandó destruir el negativo, que afortunadamente todavía existe. Rodó también Elisabeth, reine d'Anglaterre, dirigida por Louis Mercanton. En 1913 filmó Jeanne Doré, dirigida por Tristan Bernard. Esta película se considera la mejor rodada por Bernhardt y en la que se puede observar mejor su arte interpretativo. La película se conserva en la Cinématèque de Paris.

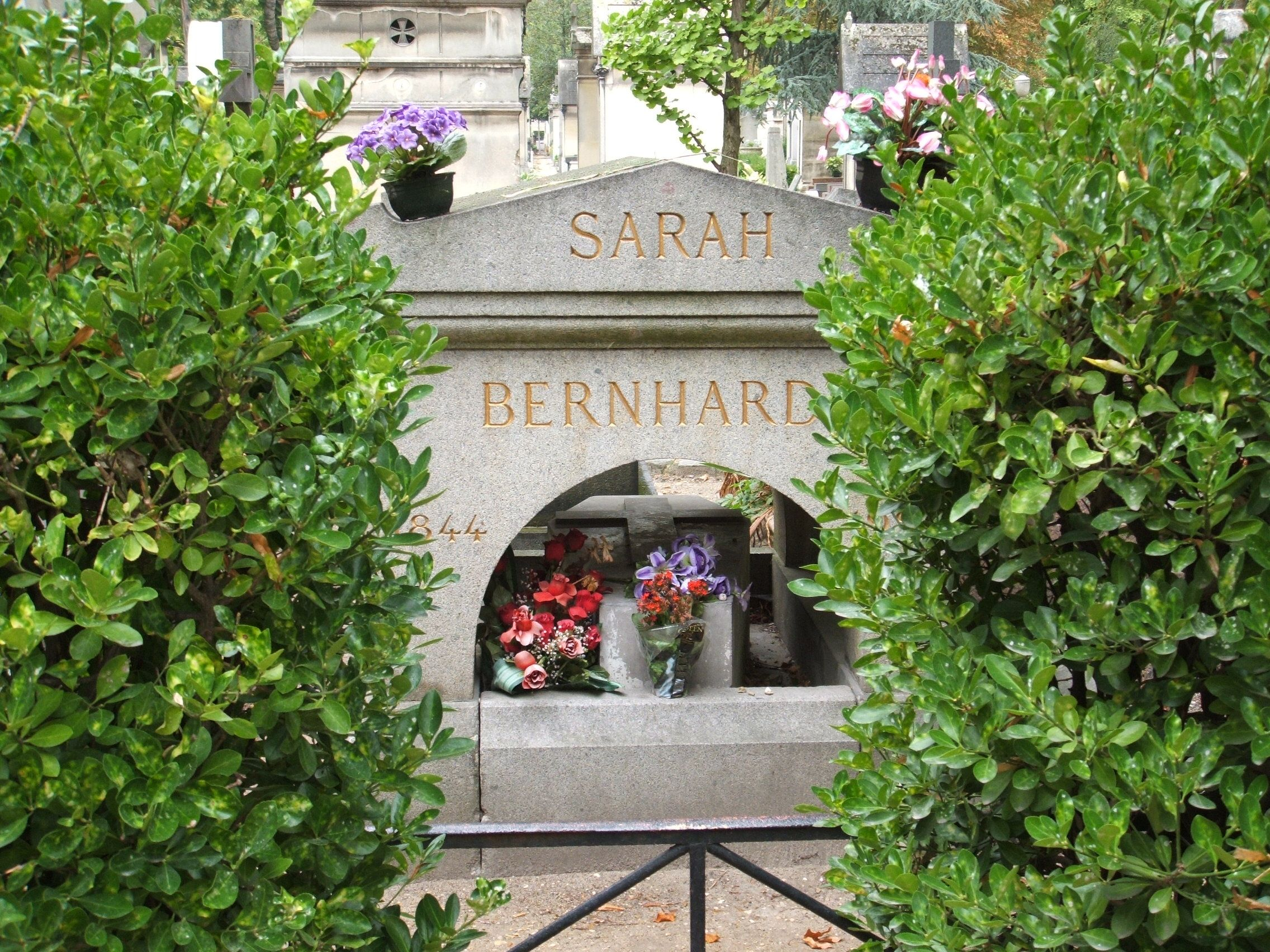
Tumba de Sarah Bernhardt.

En 1914 le fue concedida la Legión de Honor. En 1915 la rodilla derecha, la misma que se había fracturado de niña, había llegado a provocarle dolores insoportables. Para colmo, durante una de sus interpretaciones de la obra dramática Tosca —la misma que Puccini hizo triunfar en el género operístico—, en la última escena, cuando la heroína se lanza desde un barranco, no se tomaron las medidas de seguridad pertinentes; Sarah se lanzó y se hirió la pierna. Aunque hacía ya varios años que padecía molestias constantes, durante el año 1914 fue empeorando y tuvieron que amputarle la pierna en febrero de 1915. Aun con la pierna amputada, Sarah Bernhardt siguió actuando. Una vez recuperada y ya empezada la Primera Guerra Mundial, la actriz decidió hacer una gira tras las trincheras francesas haciendo actuaciones para animar a las tropas. Organizó varias giras con su compañía y recorrió toda Francia. Recitaba monólogos, poemas o representaba actos famosos de su repertorio de obras en las que no debía estar de pie. Siguió también participando en películas tras la guerra. Su salud fue empeorando y sufrió un grave ataque de uremia que estuvo a punto de matarla. En 1922 vendió su mansión en el campo de Belle-Île-en-Mer, donde había rodado años atrás una película documental sobre su vida. Cuando le llegó la muerte estaba rodando una película, La Voyante. El rodaje se estaba realizando en su casa, en el Boulevard Péreire, puesto que la actriz estaba ya muy delicada de salud. El 15 de marzo de 1923, tras rodar una escena, quedó totalmente agotada y se desmayó. Nunca se recuperó. Once días más tarde, el 23 de marzo, falleció en brazos de su hijo Maurice.
Su entierro fue multitudinario. Unos 150 000 franceses acudieron a despedirla. Fue inhumada en el cementerio parisino del Père-Lachaise.
A pesar de ser llamada «la divina Sarah» por su carácter excéntrico y caprichoso, Sarah Bernhardt trabajó en innumerables proyectos teatrales demostrando un carácter perseverante, una gran profesionalidad y dedicación a su arte.

## El arte del teatro
En sus últimos años, Bernhardt escribió un libro de texto sobre el arte de actuar. Escribía siempre que tenía tiempo, normalmente entre producciones y cuando estaba de vacaciones en Belle-Île. Tras su muerte, el escritor Marcel Berger, su íntimo amigo, encontró el manuscrito inacabado entre sus pertenencias en su casa del boulevard Pereire. Editó el libro y se publicó como L'Art du Théâtre en 1923.
Prestó especial atención al uso de la voz, «el instrumento más necesario para el artista dramático». Fue el elemento, escribió, que conecta al artista con el público. «La voz debe tener todas las armonías, … seria, quejumbrosa, vibrante y metálica». Para que una voz sea completa, escribió: «Es necesario que sea un poco nasal. Un artista que tiene una voz seca nunca puede tocar al público». También destacó la importancia de que los artistas entrenen su respiración durante los pasajes largos. Ella sugirió que una actriz debería poder recitar el siguiente pasaje de Phédre de una sola vez:
¡Pobre de mí! se vieron con plena licencia,
El cielo de sus suspiros aprobaba la inocencia;
Siguieron su inclinación amorosa sin remordimientos;
¡Todos los días amanecieron claros y serenos para ellos!
Señaló que «el arte de nuestro arte es que el público no lo note... Debemos crear un ambiente con nuestra sinceridad, para que el público, jadeante, distraído, no recupere su equilibrio y libre albedrío hasta la caída del telón. Lo que se llama obra, en nuestro arte, sólo debe ser la búsqueda de la verdad».
También insistió en que los artistas deben expresar sus emociones con claridad y sin palabras, usando «el ojo, la mano, la posición del pecho, la inclinación de la cabeza... La forma exterior del arte es a menudo todo el arte; al menos, es lo que golpea a la audiencia con mayor eficacia». Animó a los actores a «trabajar, sobreexcitar su expresión emocional, acostumbrarse a variar sus estados psicológicos y traducirlos... La dicción, la forma de pararse, la mirada, el gesto son los predominantes en el desarrollo de la carrera de un artista».
Explicó por qué le gustaba interpretar papeles masculinos: «Los papeles de los hombres son en general más intelectuales que los de las mujeres... Solo el papel de Phèdre me da el encanto de escarbar en un corazón que está verdaderamente angustiado... Siempre, en el teatro, los papeles de los hombres son los mejores. Y, sin embargo, el teatro es el único arte en el que las mujeres a veces pueden ser superiores a los hombres».

## Valoraciones críticas

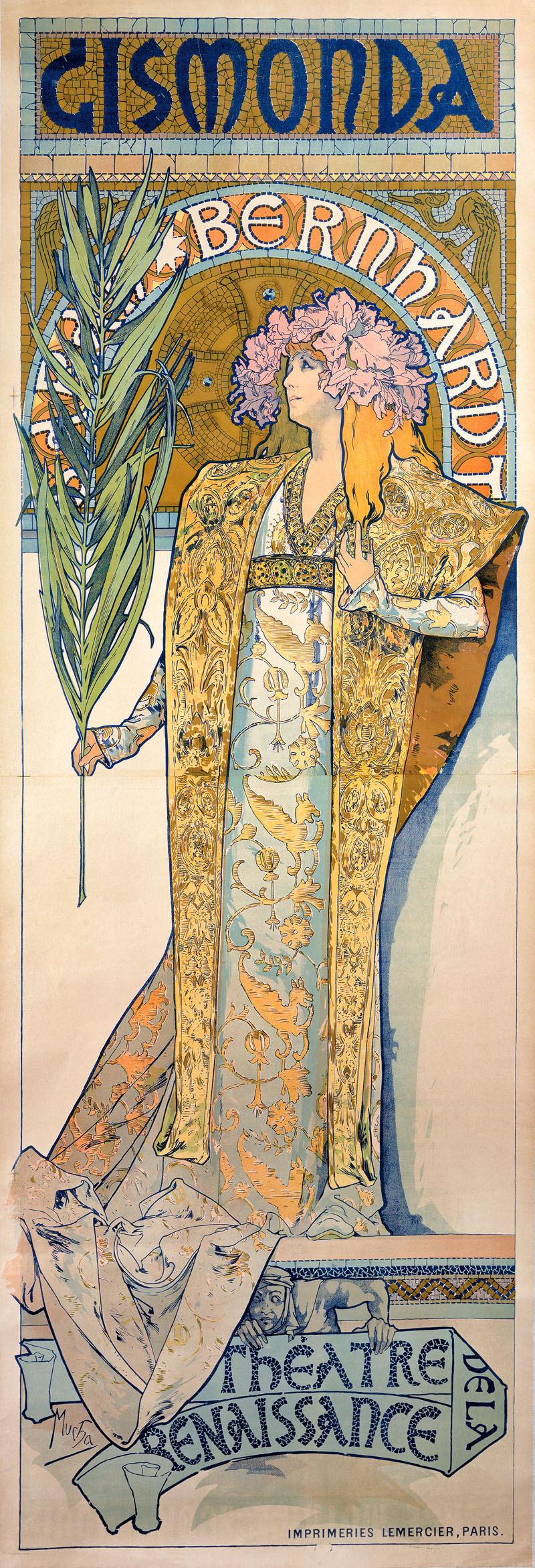
El famoso cartel litográfico con la actriz Sarah Bernhardt en el papel protagonista de Gismonda.

Los críticos franceses de teatro elogiaron las actuaciones de Bernhardt; Francisque Sarcey, un influyente crítico de París, escribió sobre su interpretación de 1871 en Marie: «Tiene una gracia soberana, un encanto penetrante y no sé qué. Es una artista natural e incomparable». Refiriéndose a su interpretación de Ruy Blas en 1872, el crítico Théodore de Banville escribió que Bernhardt «declamó como un pájaro azul canta, como el viento suspira, como el agua murmura». De la misma interpretación, Sarcey escribió: «Ella agregó la música de su voz a la música del verso. Cantó, sí, cantó con su voz melodiosa ...».
Victor Hugo era un ferviente admirador de Bernhardt, alabando su «voz de oro». Al describir su actuación en su obra de teatro, Ruy Blas escribió en 1872 en sus Carnets: «¡Es la primera vez que esta obra realmente se representa! Ella es mejor que una actriz, es una mujer. Es adorable, es mejor que hermosa, tiene movimientos armoniosos y miradas de seducción irresistibles».
Su interpretación en 1882 de Fédora fue descrita por el crítico francés Maurice Baring en los siguientes términos «Una atmósfera secreta emanaba de ella, un aroma, una atracción que era a la vez exótica y cerebral... Ella literalmente hipnotizó a la audiencia» y jugó «con tal tigre pasión y seducción felina que, ya sea buen o mal arte, nadie ha podido igualar desde entonces».
En 1884, Sigmund Freud vio a Bernhardt interpretar a Theodora y escribió:
«No puedo decir mucho de la obra, pero esta Sarah, ¡cómo tocaba! Desde el momento en que escuché sus primeras líneas, pronunciadas con su voz vibrante y adorable, tuve la sensación de que la conocía desde hace años. Ninguna de las líneas que que habló me podía sorprender, creí inmediatamente todo lo que dijo. El más pequeño centímetro de este personaje estaba vivo y te encantó. Y luego, estaba la manera en que ella tenía que halagar, implorar, abrazar. Sus posturas increíbles, la manera en el que ella guarda silencio, pero cada una de sus extremidades y cada uno de sus movimientos juegan un papel para ella! ¡Criatura extraña! Es fácil para mí imaginar que no tiene necesidad de ser diferente en la calle de lo que es en el escenario!».
También tuvo sus críticos, particularmente en sus últimos años entre la nueva generación de dramaturgos que abogaban por un estilo de actuación más natural. George Bernard Shaw escribió sobre el «carácter infantilmente egoísta de su actuación, que no es el arte de hacerte pensar mejor o sentir más profundamente, sino el arte de hacerte admirarla, compadecerla, defenderla, llorar con ella, reírte de ella» sus bromas, seguir su suerte sin aliento y aplaudirla salvajemente cuando caiga el telón... Es el arte de engañarte».. Ivan Turgenev escribió: «Todo lo que tiene es una voz maravillosa. El resto es frío, falso y afectado; ¡la peor clase de parisina repulsiva y chic!». El dramaturgo ruso Antón Chéjov, entonces un joven estudiante de medicina, pagaba sus estudios escribiendo reseñas para un periódico de Moscú. Afirmó que «Estamos lejos de admirar el talento de Sarah Bernhardt. Es una mujer que es muy inteligente y sabe producir un efecto, que tiene un gusto inmenso, que comprende el corazón humano, pero quería demasiado asombrar y abrumar a su audiencia». Escribió que en sus papeles, «el encanto se sofoca con artificio».
Las actuaciones de Sarah Bernhardt fueron vistas y valoradas por muchas de las principales figuras literarias y culturales de finales del siglo XIX. Mark Twain escribió: «Hay cinco tipos de actrices: malas actrices, buenas actrices, buenas actrices, grandes actrices, y luego está Sarah Bernhardt». Oscar Wilde la llamó «la incomparable», esparció lirios en su camino y escribió una obra de teatro en francés, Salomé, especialmente para ella; fue prohibido por los censores británicos antes de que pudiera realizarse. Poco antes de morir, Wilde escribió: «Las tres mujeres que más he admirado en mi vida son Sarah Bernhardt, Lillie Langtry y la reina Victoria. Me habría casado con cualquiera de ellas con mucho gusto».
Después de ver una actuación de Bernhardt en 1903, la actriz británica Ellen Terry escribió: «¡Qué maravillosa era Sarah Bernhardt! Tenía la transparencia de una azalea aunque con aún más delicadeza, la ligereza de una nube pero más etérea. El humo de un papel quemado es lo que mejor la describe».
El autor británico D.H. Lawrence vio a Bernhardt interpretar La Dama de las Camelias en 1908. Después, le escribió a un amigo:
«Sarah era maravillosa y terrible. Oh, verla y escucharla, una criatura salvaje, una gacela con la fascinación y la furia de una hermosa pantera, riendo en francés musical, gritando con verdadero grito de pantera, sollozando y suspirando como un ciervo solloza, herida de muerte... No es bonita, su voz no es dulce, pero ahí está la encarnación de la emoción salvaje que compartimos con todos los seres vivos...».

## Obras de teatro

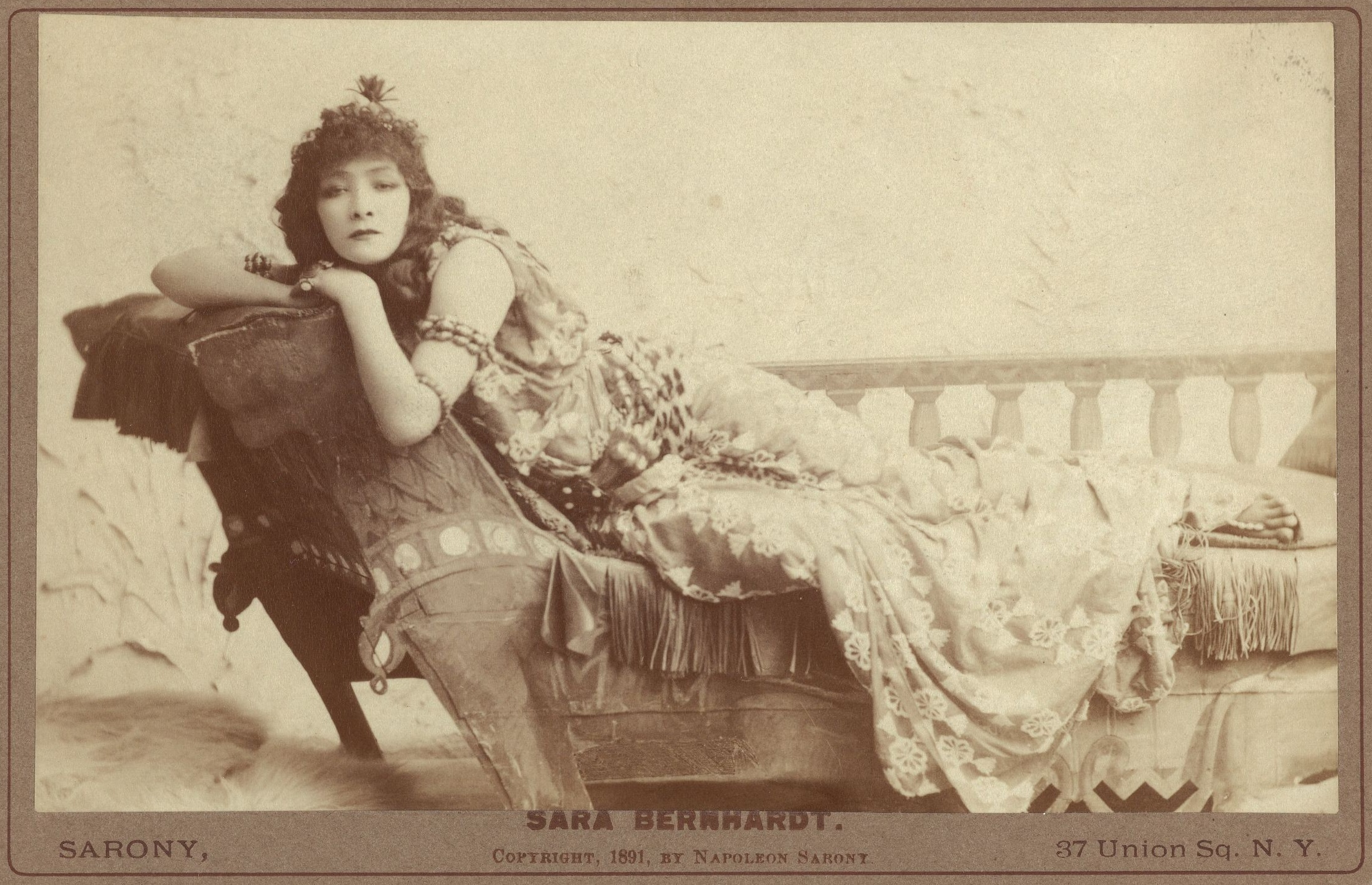
Sarah Bernhardt en Cléopâtre, 1891.

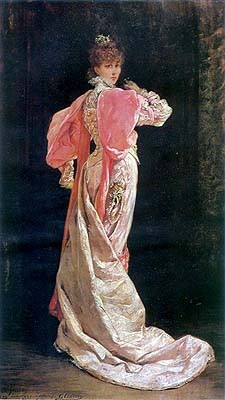
Sarah Bernhardt en Ruy Blas, 1897.

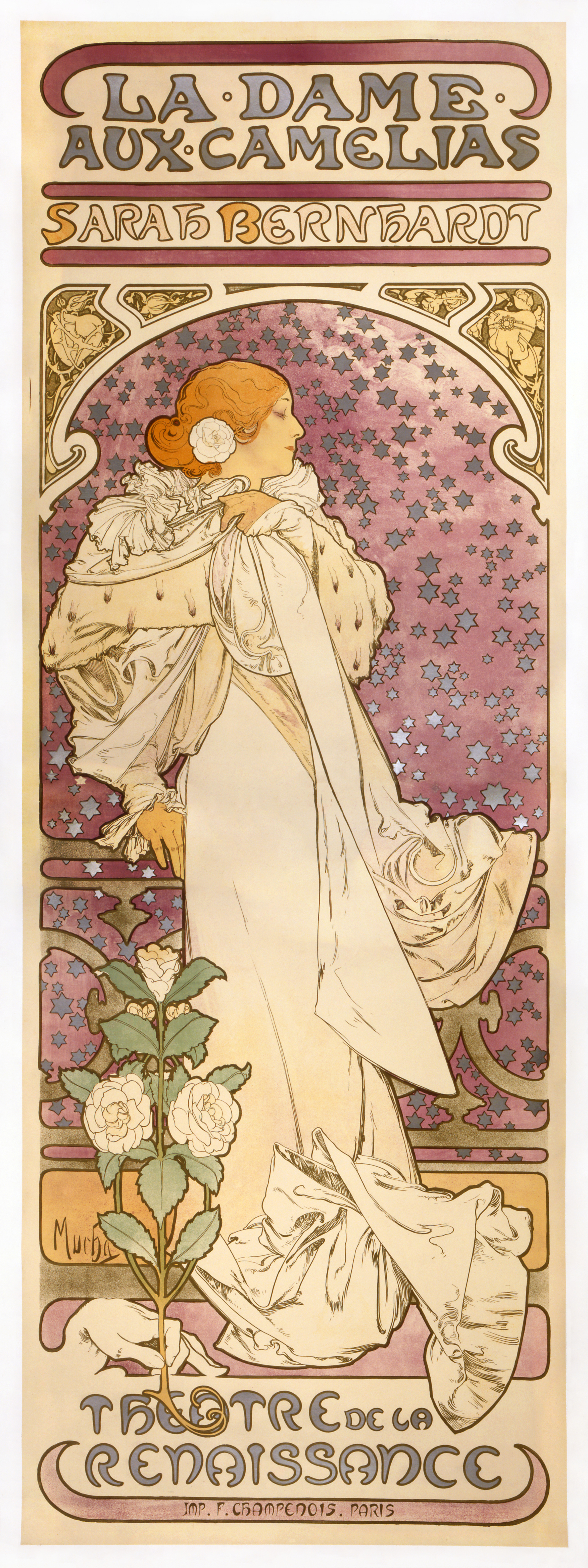
Cartel de Alfons Mucha para La Dame aux camélias.

- 1862: Iphigénie, de Racine, en papel principal, su debut.
- 1862: Valérie, de Scribe.
- 1862: Les Femmes savantes, de Molière.
- 1864: Un Mari qui lance sa femme, de Labiche y Deslandres.
- 1866: La Biche aux bois.
- 1866: Phèdre, de Racine (como Aricie).
- 1866: Le Jeu de l'amour et du hasard (como Silvia).
- 1867: Les Femmes savantes, de Molière (como Armande).
- 1867: Le Marquis de Villemer, de Georges Sand.
- 1867: François le Champi (como Mariette).
- 1868: Kean, de Dumas (como Anna Damby).
- 1869: La Passant, de Coppée, como el trovador Zanetto, su primer éxito en el escenario.
- 1870: L'Autre, de Georges Sand.
- 1871: Jeanne-Marie, de Theuriet.
- 1871: Fais ce que Dois, de Coppée.
- 1871: La Baronne
- 1872: Mademoiselle Aïssé, de Bouilhet.
- 1872: Ruy Blas, de Hugo (como doña María de Neubourg, reina de España).
- 1872: Mademoiselle de Belle-Isle (como Gabrielle) de Dumas padre.
- 1872: Britannicus (como Junie).
- 1872: Le Mariage de Figaro, de Beaumarchais.
- 1872: Mademoiselle de la Seiglière, de Sandeau.
- 1873: Dalila, de Feuillet (como la princesa Falconieri).
- 1873: Chez l'Avocat, de Ferrier.
- 1873: Andromaque, de Racine.
- 1873: Phèdre, de Racine (como Aricie).
- 1873: Le Sphinx, de Feuillet.
- 1874: Zaire, de Voltaire.
- 1874: Phèdre, de Racine (como Fedra).
- 1875: La Fille de Roland, de Bornier.
- 1875: L'Étrangère, de Dumas hijo (como Mrs. Clarkson).
- 1875: Rome vaincue, de Parodi.
- 1877: Hernani, de Hugo (como doña Sol).
- 1879: Phèdre, de Racine (como Fedra).
- 1880: L'Aventurière, de Émile Augier.
- 1880: Adrienne Lecouvreur, de Legouvé y Scribe
- 1880: Froufrou, de Meilhac y Halévy.
- 1880: La Dame aux camélias, de Dumas hijo (como Marguerite).
- 1882: Fédora, de Sardou.
- 1882: Théodora, de Sardou (como Theodora, emperatriz de Bizancio).
- 1882: La Tosca, de Sardou.
- 1882: La Princesse Georges, de Dumas hijo.
- 1890: Cléopâtre, de Sardou (como Cleopatra).
- 1893: Les Rois, de Lemaître.
- 1894: Gismonda, de Sardou.
- 1895: Amphytrion, de Molière
- 1895: Magda, traducción de la obra Heimat, de Suderman.
- 1896: La Dame aux camélias, de Dumas.
- 1896: Lorenzaccio, de Musset (como Lorenzino de Medici).
- 1897: Spiritisme, de Sardou.
- 1897: La Samaritaine, de Rostand.
- 1897: Les Mauvais bergers, (Los malos pastores), de Octave Mirbeau.
- 1898: Médée.
- 1898: La Dame aux camélias (como Marguerite Gautier).
- 1898: Jeanne d'Arc, de Barbier (como Juana de Arco).
- 1898: Izéïl, de Morand y Sylvestre (como Izéïl).
- 1898: King Lear, de Shakespeare (como Cordelia).
- 1899: Hamlet, de Shakespeare (como Hamlet).
- 1899: Antony and Cleopatra, de Shakespeare (como Cleopatra).
- 1898: Macbeth, de Shakespeare (como lady Macbeth, versión en francés).
- 1898: Pierrot Assassin, de Richepin (como Pierrot).
- 1900: L'Aiglon, de Rostand (como l'Aiglon).
- 1903: La Sorcière, de Sardou.
- 1904: Pelléas et Mélisande, de Maeterlinck (como Pelléas).
- 1906: La dama del mar, de Ibsen.
- 1906: La Vierge d'Avila, de Mendès (como Santa Teresa).
- 1911: Queen Elizabeth, de Moreau (como la reina Isabel).
- 1913: Jeanne Doré, de Bernard (como Jeanne Doré).

## Filmografía
- La voyante (1923) (inconclusa)
- Jeanne Doré (1916) (como Jeanne Doré)
- Ceux de chez nous (1915) (película biográfica)
- Mères françaises (1915) (como enfermera)
- Le duel d'Hamlet (1900) (como Hamlet)
- Sarah Bernhardt à Belle-Isle (1912) (como ella misma)
- Elisabeth, reigne d'Angleterre (1912)
- Adrienne Lecouvreur (1912) (como Adrienne Lecouvreur)
- La dame aux camélias (1911) (como Camille)
- Tosca (1908) (como Tosca)